# Psicosis
La psicosis (del griego ψύχωσις, psychosis, a su vez derivada de ψυχή, 'alma, mente') es un término genérico utilizado en psicoanálisis y psiquiatría para referirse a un estado mental descrito como una escisión o pérdida de contacto con la realidad.
A las personas que lo padecen se las denomina psicóticas. No confundir con psicopatía. El término «psicótico» es a menudo confundido por el término psicópata, un trastorno de la personalidad sin relación alguna a la psicosis.
Las personas que experimentan psicosis pueden presentar alucinaciones o delirios y pueden exhibir cambios en su personalidad y pensamiento desorganizado.
Estos síntomas pueden ser acompañados por un comportamiento inusual o extraño, así como por dificultad para interactuar socialmente e incapacidad para llevar a cabo actividades de la vida diaria.
Una amplia variedad de elementos del sistema nervioso, tanto orgánicos como funcionales, pueden causar una reacción psicótica.
Esto ha llevado a la creencia (falsa) de que la psicosis es como la «fiebre» de las enfermedades mentales, un indicador serio, pero no específico.
Sin embargo, muchas personas tienen experiencias inusuales y de distorsión de la realidad en algún momento de sus vidas, sin volverse discapacitadas o ni siquiera angustiadas por estas experiencias. Como resultado, cierta corriente de investigadores argumenta que la psicosis no está fundamentalmente separada de una conciencia normal, sino más bien es un continuum con esta.
Desde esta perspectiva, las personas que son diagnosticadas clínicamente como psicóticas pueden estar teniendo simplemente experiencias particularmente intensas o angustiantes (véase esquizotipia). 
El sujeto diagnosticado como psicótico percibe la psicosis de diversas formas, refiriéndose a un estado mental descrito como una pérdida de contacto con la realidad que es única en cada situación. 
Factores biológicos
(Genética: La genética puede jugar un papel importante en la vulnerabilidad a la psicosis.
Neuroquímica: Los desequilibrios en la neuroquímica, como la dopamina y la serotonina, pueden influir en la psicosis.
Estructura cerebral: Las anormalidades en la estructura cerebral, como la reducción del volumen del lóbulo frontal, pueden estar relacionadas con la psicosis.)
Factores psicológicos
(Traumas y estrés: Los traumas y el estrés pueden desencadenar la psicosis en personas vulnerables. Pensamientos y creencias: Los pensamientos y creencias distorsionados pueden contribuir a la psicosis.Emociones y sentimientos: Las emociones y sentimientos intensos, como la ansiedad, el miedo o la tristeza, pueden influir en la psicosis.)
Factores ambientales
(Ambiente familiar: El ambiente familiar puede influir en la vulnerabilidad a la psicosis.
Redes sociales: La falta de redes sociales y el aislamiento pueden contribuir a la psicosis.
Eventos vitales: Los eventos vitales estresantes, como la pérdida de un ser querido o un cambio significativo en la vida, pueden desencadenar la psicosis.)
Factores culturales y sociales
(Cultura y sociedad: La cultura y la sociedad en la que se vive pueden influir en la forma en que se experimenta y se expresa la psicosis.
Normas y expectativas: Las normas y expectativas sociales pueden influir en la forma en que se percibe y se trata la psicosis.                                               Acceso a los servicios de salud mental: El acceso a los servicios de salud mental puede variar según la cultura y la sociedad, lo que puede influir en la forma en que se trata la psicosis.)
Es importante tener en cuenta que la psicosis es una condición compleja que puede ser influenciada por una variedad de factores .  Cada persona es única, y es importante considerar los factores individuales que pueden estar contribuyendo a la psicosis.
La psicosis puede aparecer como consecuencia de un gran número de enfermedades, tales como la esquizofrenia, el trastorno esquizoafectivo, episodios maníacos o depresivos del trastorno bipolar, el Alzheimer, el Parkinson, la sensibilidad al gluten no celíaca, la epilepsia o la esclerosis múltiple.

## Definición
Se ha definido la psicosis o el trastorno psicótico como un desorden mental grave, el cual puede tener o no daño orgánico, esto se puede ver reflejado en lo que se denomina episodio psicótico. Durante un período de psicosis, se alteran los pensamientos y las percepciones del sujeto, y este puede tener dificultad para diferenciar lo imaginario de lo real. Estos síntomas psicóticos  son característicos de los  trastornos de la personalidad, tienen diferentes dominios psicopatológicos, cada uno con diferentes cursos, patrones de respuesta al tratamiento e implicaciones pronósticas. Estos síntomas incluyen  generalmente  distorsión de la realidad, desorganización, síntomas negativos, deterioro cognitivo, comportamiento psicomotor anormal, suelen experimentar (o no) alucinaciones, pensamientos delirantes, y trastornos formales del pensamiento (cambios de las relaciones semánticas y sintácticas). Es importante destacar que la psicosis no es exclusiva de la esquizofrenia, sino que aparecen en una serie de categorías diagnósticas del trastorno psicótico.
Desde la mirada del psicoanálisis, una corriente que también estudia los estados mentales, se emplea el término psicosis para designar una posición subjetiva. Lo fundamental no son las manifestaciones típicas de psicosis, sino la forma subjetiva de posicionarse en —ante— la vida. Un psicótico puede no manifestar síntomas nunca en su vida, hacerlo en edad avanzada, o en edad temprana. Todo dependerá de las coyunturas que posibiliten o no el desencadenamiento. Jacques Lacan, quien incursionó en la investigación de la psicosis como una estructura subjetiva, junto con la neurosis y la perversión, entendidas todas como posiciones subjetivas, donde cualquier persona se posicionaría en una u otra, pero sin posibilidad de un pasaje entre estructuras. Posteriores corrientes del psicoanálisis sí han permitido esto último, al definir estos casos como borderlines, donde la pertenencia a una o a otra estructura dependería de una causalidad significante, lo cual significa que la estructura se expresa en términos de lenguaje.
El psicoanálisis es paradigmático en tanto quita la psicosis del campo de lo patológico, de la dificultad o de la imposibilidad, replanteando la psicosis como una forma diferente de vivir.

## Causas
Se desconoce la causa de la psicosis, aunque existen varias teorías y suelen considerarse un síndrome más que una entidad nosológica diferenciada. Se ha planteado que los fenómenos psicóticos más característicos, como las alucinaciones y los delirios, son más frecuentes en la población general de lo que se pensaba, y que, en realidad, podrían ser parte de un continuo sintomático (este último concepto no es aceptado mayoritariamente).
Hacia fines del siglo XX, con el auge del avance en genética se ha pretendido buscar una etiología biológica a las psicosis. En efecto, las investigaciones han encontrado una mayor actividad de la dopamina y de la serotonina, siendo que la mayoría de los antipsicóticos disponibles tienden a inhibir la actividad de dichos neurotransmisores.
El psicoanálisis, en cambio, considera que las psicosis se deben a factores exógenos al afectado, factores estructurales. Lacan explica la génesis de la psicosis (tras estudiar muchos casos) en un proceso llamado forclusión.
La terapia cognitiva, por su parte, concibe a los trastornos psicóticos desde un modelo bio-psicosocial de vulnerabilidad. Se plantea que las tres variables funcionan como factores interactivos, que inciden en el origen, la gravedad y el curso.
Numerosas condiciones médicas pueden causar psicosis, que en ocasiones pueden ser el primer indicio de la presencia de la enfermedad subyacente, tales como la esquizofrenia, el trastorno esquizoafectivo, episodios maníacos o depresivos del trastorno bipolar, el Alzheimer, el Parkinson, la sensibilidad al gluten no celíaca, la epilepsia o la esclerosis múltiple. ciertas sustancias psicoactivas también pueden inducir síntomas psicóticos, como alucinaciones y delirios. Drogas que pueden inducir la psicosis incluyen: el alcohol, los alucinógenos, las anfetaminas, los anticolinérgicos, los antidepresivos, los barbitúricos, las benzodiazepinas, la cocaína, los corticosteroides, los fármacos Z, el GHB, los inhalantes, el metilfenidato, el montelukast, los opioides, el THC y los cannabinoides sintéticos. El uso crónico de cannabis (marihuana) se ha relacionado con el desarrollo de un trastorno psicótico, como la esquizofrenia.

## Clasificación
Existen históricamente muchas clasificaciones, algunas de las cuales se establecían en función de ser cuadros delirante-alucinatorios (por ejemplo, las esquizofrenias) o no alucinatorios (por ejemplo la paranoia), en psicosis delirantes verosímiles o inverosímiles, bien o mal sistematizadas, en relación con su irrupción como proceso o desarrollo, etc.
En la actualidad, mundialmente se acepta como sistema de clasificación nosológica al DSM-IV, y como descripción clínico-psiquiátrica sigue teniendo peso la escuela alemana de Bleuler, Kraepelin y Kleist, y en cuanto a la descripción de delirios, la reseñada por la escuela francesa (con Gaetán de Clerembault como mayor exponente).
Por lo general el sujeto carece de introspección acerca de la naturaleza extraña o extravagante que puede adoptar su conducta o sus pensamientos, los que terminan por provocar una grave disfunción social.
El DSM (Manual estadístico y diagnóstico de los trastornos mentales, de la Asociación Psiquiátrica Estadounidense) reconoce varios tipos de psicosis:
- Esquizofrenia.
- Tipo paranoide de esquizofrenia.
- Tipo desorganizado de esquizofrenia.
- Tipo catatónico de esquizofrenia.
- Tipo indiferenciado de esquizofrenia.
- Tipo residual de esquizofrenia.
- Trastorno esquizofreniforme.
- Trastorno esquizoafectivo.
- Trastorno delirante.
- Trastorno psicótico breve.
- Trastorno psicótico compartido.
- Trastorno psicótico debido a enfermedad médica asociada.
- Trastorno psicótico inducido por sustancias.
- Trastorno psicótico no especificado.

Asimismo, según el tiempo que perduren los trastornos, podemos decir que son duraderos, pasajeros u oscilantes. Los trastornos duraderos son aquellos prolongados en el tiempo, que no pueden curarse, pero si tratarse para poder controlarlos. Los trastornos pasajeros tienen una duración limitada, y los oscilantes son aquellos que se sufren durante un periodo de tiempo determinado, y, pese a que posteriormente desaparezcan, pueden volver a aparecer.

## Relación con la realidad y sus estructuras
Existen diferentes tipos de relación con la realidad:
- Prueba de realidad conservada: consiste en diferenciar entre yo y no-yo, a la vez que identificar las diferencias interno/externo.
- Alteraciones en el sentido de la realidad, como ejemplo en las relaciones íntimas.
- Alteraciones en el juicio de la realidad: se comienzan a incorporar elementos que no están en lo que se denomina la realidad consensuada global.
- Pérdida de juicio de realidad.

Existen 3 tipos de estructuras que nos permiten orientarnos laxamente de cómo nos relacionamos nosotros mismos con la realidad (realidad tanto interna como externa). Los tipos son los siguientes:
1. Neuróticas: juicio de la realidad conservado. En las estructuras neuróticas se tienen más recursos, lo cual no quiere decir que una estructura sea mejor que otra.
2. Limítrofes: manejo de ansiedad, pérdida del control de impulsos…Cómo se afrontan las demandas internas y externas.
3. Psicóticas: pérdida del juicio de la realidad. Alteración del juicio.

|            | IDENTIDAD | JUICIO     | DEFENSA    | RELACIONES |
| ---------- | --------- | ---------- | ---------- | ---------- |
| NEURÓTICAS | sí        | mantenido  | avanzadas  | adecuadas  |
| LIMÍTROFES | difusa    | en general | primitivas | inestables |
| PSICÓTICAS | difusa    | alterado   | primitivas | inestables |

## Cuadro clínico
Los síntomas que orientan hacia la presencia de un trastorno de tipo psicótico:
- Cambios bruscos y profundos de la conducta.
- Replegarse sobre sí mismo, sin hablar con nadie.
- Creer sin motivos que la gente le observa, habla de él o trama algo contra él.
- Hablar a solas (soliloquio) creyendo tener un interlocutor, oír voces, tener visiones (alucinaciones visuales, auditivas) sin que existan estímulos.
- Tener períodos de confusión mental o pérdida de la memoria.
- Experimentar sentimientos de culpabilidad, fracaso, depresión.
- Dificultad para expresar emociones y sentimientos o incluso falta de los mismos.

Advertencia: algunos de estos síntomas también pueden experimentarse en condiciones no psicóticas:
abuso de sustancias, trastornos de personalidad, eventos estresantes (distresantes), lo que Jaspers ha denominado «situaciones límite», momentos graves de neurosis (por ejemplo ciertas neurosis del tipo histeria), momentos de conversión. De modo que los síntomas mencionados no constituyen ninguna evidencia concluyente. Por lo tanto, siempre debe hacerse un examen físico y descartar la posibilidad de intoxicación por sustancias antes de concluir un diagnóstico de psicosis.

## Tratamiento
En el tratamiento de la psicosis se suelen utilizar medicamentos antipsicóticos, además de diversos apoyos psicosociales y el tratamiento de la enfermedad de base.
La medicación es una parte muy importante en el tratamiento de la psicosis y muy eficiente en la mayor parte de personas que lo sufren, ya que disminuye notablemente los síntomas y evita su reaparición. Pero, también es de vital importancia la psicoterapia, puede ayudar en las relaciones sociales.
Tratamientos farmacológicos.
Los medicamentos antipsicóticos, son también conocidos como neurolépticos, suele ser el primer tratamiento farmacológico frente a la psicosis. Ayudan a reducir o incluso detener tanto la intensidad como la frecuencia de los síntomas propios de la psicosis. Los antipsicóticos disminuyen la ansiedad y agitación, y si los tomamos durante más tiempo reducen las alucinaciones y pensamientos delirantes. Estos medicamentos son muy eficaces para reducir los síntomas positivos, sin embargo, en los síntomas negativos (indiferencia emocional, retraimiento social...) han mostrado muy poca eficacia. Los efectos secundarios más frecuentes son la somnolencia o sedación, aumento de fatiga, problemas motores, indiferencia emocional, depresión, pérdida o disminución del deseo sexual, entre otros.
Tratamiento psicológico.
Dependen de las necesidades de cada persona, y por ello existen distintos tipos de terapia psicológica.
- Grupos de ayuda mutua (GAM): Consisten en compartir las experiencias personales con otras personas que han pasado por experiencias similares, expresar las emociones, etc.
- Psicoeducación: Permite tanto a la propia persona como a sus familiares entender la experiencia y saber qué es lo que se puede esperar de los tratamientos.
- Terapia psicosocial: facilita la rehabilitación social y laboral con el fin de que pueda volver a integrar a la persona en la sociedad.
- Técnicas de relajación: con el fin de reducir el estrés y la ansiedad. Proporciona a la persona habilidades para que lo pueda hacer de forma autónoma cuando se encuentre en situaciones que le provoquen estrés.

## Psicosis y locura
En español la palabra «locura» se utiliza coloquialmente como un término peyorativo y denigrante, y no se usa como diagnóstico médico en la actualidad. Vulgarmente se adjetiva como «loco» a personas que sufren trastornos mentales, como por ejemplo psicosis, pero también se utiliza para las neurosis graves, episodios violentos y los pacientes borderline.